# ژنگ یه‌چنگ
ژنگ یه‌چنگ (چینی ساده: 郑业成; پین‌یین: Zhèng Yèchéng؛ زادهٔ ۲۶ اوت ۱۹۹۳) بازیگر اهل چین است. وی از سال ۲۰۱۲ میلادی تاکنون مشغول فعالیت بوده‌است.